# امتحان إنهاء المرحلة الابتدائية

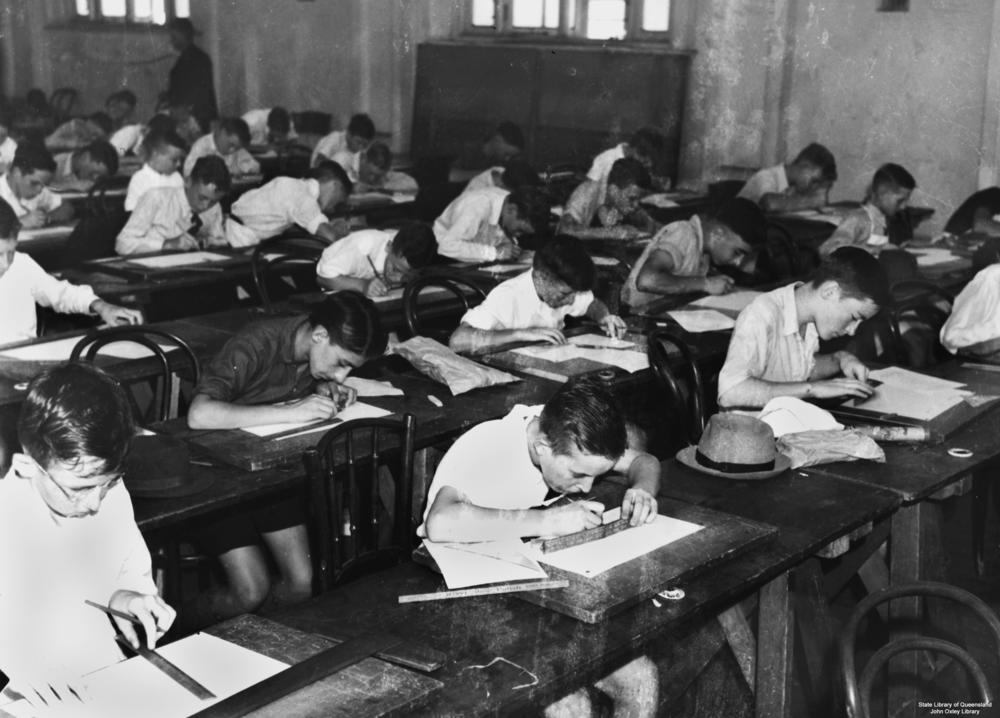
طلاب يؤدون الاختبار.

امتحان مغادرة المدرسة الابتدائية (PSLE) هو امتحان وطني في سنغافورة تديره وزارة التعليم ويأخذه جميع الطلاب بالقرب من نهاية سنتهم السادسة في المدرسة الابتدائية قبل انتقالهم إلى المدرسة الثانوية.

## نبذة
يختبر الامتحان كفاءة الطلاب في اللغة الإنجليزية ولغاتهم الأم (الصينية والماليزية والتاميلية) والرياضيات والعلوم. لدى الطلاب حوالي ساعتين لإكمال كل ورقة مادة باستثناء بعض مكونات مواد اللغة. يجيب الطلاب على أسئلة الاختيار من متعدد من خلال تظليل إجاباتهم على ورقة إجابة بصرية (OAS) موحدة تستخدم التعرف على العلامات الضوئية لاكتشاف الإجابات أو بكتابة أعمالهم و / أو إجاباتهم على كتيب الأسئلة نفسه لبعض أقسام الورقة.
شكل PSLE ووجوده في نظام التعليم في سنغافورة يمنحها دورًا في الثقافة الوطنية. كما تم تصدير مواد PSLE إلى دول أخرى. بعض المدارس في الخارج (مثل المدرسة الثانوية الوطنية بجاكرتا في جاكرتا، إندونيسيا)، خاصة في جنوب شرق آسيا، الهند والصين، لديها يجلس تلاميذهم في النسخة الدولية من الامتحان، iPSLE، لتقديم معيار لأدائهم، مقارنة بمعايير سنغافورة.
في مارس 2018، تم رفض الدعوات لإزالة PSLE في البرلمان في ذلك الوقت وزير التربية والتعليم (المدارس) نغ تشي مينج، استشهدت بها على أنها «نقطة تفتيش مفيدة» في رحلة تعليم الطفل. في 28 سبتمبر 2018، كرر وزير التعليم Ong Ye Kung موقف بشأن الحفاظ على
في حين أعلنت PSLE أن الوزارة ستزيل العديد من امتحانات منتصف السنة ونهاية العام عبر المجلس من المرحلة الابتدائية حتى المرحلة الثانوية الرابعة بهدف تقليل التقييمات بناءً على نتائج الامتحانات وتشجيع الطلاب على أن يكونوا جميعهم مستدربين.

## التاريخ والأداء السابق
تم تصميم امتحان مغادرة المدرسة الابتدائية (PSLE) على غرار امتحان 11 بلس البريطاني (11+) وتم إجراؤه لأول مرة في عام 1960. وكان سابقه امتحان دخول المدرسة الثانوية (SSEE)، والذي تم تصميمه في عام 1952 عندما كان يعرف باسم امتحان القبول القياسي السادس حتى عام 1954، ثم باسم امتحان دخول المدرسة الثانوية عندما لم تعد فصول المدرسة الابتدائية تسمى الابتدائية 1 و 2 والمستوى 1 إلى 5 وبدأت من الابتدائية 1 إلى 6 بدلاً من ذلك. تمت الترقية إلى النموذج 2 في المدرسة الثانوية بدلاً من المعيار السادس السابق بدءًا من يناير 1955، خلال الأيام الأولى للحكم الذاتي.

### أوراق PSLE 2008/2009
على الرغم من تقديم شكاوى حول أوراق PSLE لعام 2007 التي خرجت عن المنهج وصعبة للغاية، استمر هذا في ورقة PSLE لعام 2008. كانت الأسئلة الصعبة في الأوراق تهدف إلى تصفية الطلاب العاديين وأقل من المتوسط، كما أوضحت وزارة التربية والتعليم.
في عام 2009، حدثت مثل هذه الأشياء مرة أخرى، مع عدم قدرة الكثير من الطلاب على إنهاء ورقة الرياضيات. انخفضت درجات الدخول للمدارس في عام 2009 للعديد من المدارس. على سبيل المثال، شهد معهد هواتشونغ وNational Junior College انخفاض نقطة قطع PSLE بمقدار علامتين. [بحاجة لمصدر]

### الأداء
في عام 2005، تقدم 51.087 تلميذًا للامتحان، بزيادة 0.4% عن العام السابق. غالبية (أو 97.8٪) من التلاميذ مؤهلون للمدرسة الثانوية. 62.2% من الذين اجتازوا كانوا مؤهلين للدورة الخاصة / السريعة والباقي 35.6% مؤهلون إما للدورات العادية (الأكاديمية) أو العادية (الفنية). 1133 تلميذاً (2.2٪) من الفوج الذي تم تقييمهم لم يكونوا مستعدين للمدرسة الثانوية في عام 2006 أو أكثر ملاءمة لـ التدريب المهني.
جلس 39،286 طالبًا في PSLE في عام 2015. وقالت وزارة التعليم (MOE) أن إجمالي 38،610 طالبًا (98.3 في المائة) مؤهلون للمدرسة الثانوية. 66.2 في المائة منهم مؤهلون للتيار السريع، و 21.7 في المائة عادي (أكاديمي)، و 10.4 في المائة مؤهلون عادي (تقني).

### الجدل حول العيوب في الأوراق
كانت ورقة الرياضيات لعام 2005 لطلاب EM1 و EM2 معيبة بسبب سؤال ليس له طريقة محددة لإيجاد الإجابة. لقد رصد الكثيرون «السؤال 13» وأصبح سيئ السمعة. كان السؤال غير متناسق رياضياً حيث سيحصل المرء على مجموعة واحدة من الإجابات عند العمل بطريقة ما ومجموعة أخرى من الإجابات عند العمل بطريقة مختلفة. أقر مجلس الامتحانات والتقييم بسنغافورة (SEAB) بالخطأ بعد أيام قليلة من الامتحان، مما أدى إلى إلغاء السؤال ومنح درجتين لكل طالب للسؤال.

### الجدل حول حجب زلات النتيجة
في عام 2019، كان هناك نقاش عام بدأ بعد التماس عبر الإنترنت على Facebook في 25 نوفمبر، ادعى أن الطالبة لم تعط سوى نسخة من قسيمة نتائج PSLE الخاصة بها وليس الأصلي، لأنها كانت تدين برسوم المدرسة بسبب الصعوبات المالية. ومنذ ذلك الحين، طلب وزير التعليم أونغ يي كونغ من وزارة التعليم إعادة تقييم ممارسة حجب قسائم نتائج PSLE من الطلاب بسبب الرسوم المدرسية غير المدفوعة.

## طرق القبول الأخرى بالمدارس الثانوية
لدى الطلاب خيار الذهاب إلى مدارس أخرى لا تستخدم نظام النشر. بعض المدارس العليا والمدارس الحكومية لديها القبول المباشر في المدارس (DSA). يمكن للبعض الذهاب إلى مدارس أخرى مثل مدرسة سنغافورة الرياضية، مدرسة NUS الثانوية للرياضيات والعلوم أو مدرسة الفنون وكلية العلوم والتكنولوجيا.

### القبول المدرسي المباشر
```
المدارس المستقلة
 و  
المدارس المستقلة
 يمكنهم قبول ما يصل إلى 20% و 10% من طلابهم عبر نظام القبول المباشر بالمدرسة ( DSA) على التوالي. يتقدم الطلاب من خلال التمارين التي تجريها المدارس حول شهري يوليو وأغسطس، حيث يتلقون إشعارًا بالنتائج بعد فترة وجيزة. يمكن للمدارس التي تقدم 
البرنامج المتكامل
 (IP) استقبال العدد الذي يريده الطلاب من خلال DSA. كما تم منح مدارس أخرى الإذن من قبل وزارة التربية والتعليم لاستيعاب الطلاب المتخصصين في المناطق المتخصصة بالمدارس بحد أقصى 5% من إجمالي عدد الطلاب.
[
7
]
```

### المدارس الدولية
منذ عام 2004، مُنحت مدرستان دوليتان تراخيص للعمل بموجب الممارسات الإلزامية لوزارة التعليم مثل عزف النشيد الوطني، واتباع سياسات الدولة ثنائية اللغة، للسماح للطلاب السنغافوريين أو المقيمين الدائمين في سنغافورة بالدخول دون إذن من وزارة التعليم. تم منح هذه المدارس الإذن في أبريل 2004 وبدأت العام الدراسي في يناير 2005. وهي المدرسة الأنجلو-صينية (الدولية] ومدرسة هوا تشونغ الدولية. مُنحت مدرسة أخرى الإذن بإنشاء مدرسة مماثلة للمدرستين الأصليتين في عام 2006، والمدرسة هي مدرسة SJI الدولية، والتي تقدم برنامجًا مشابهًا لـ ACS (الدولية).

### مدرسة سنغافورة الرياضية
| صفحات تبدأ ب‍ ‍امتحان إنهاء المرحلة الابتدائية |
| ------------------------------------------ |
| - امتحان إنهاء المرحلة الابتدائية          |

إن مدرسة سنغافورة الرياضية مخصصة للطلاب الذين تتفهمهم المدرسة في الرياضة التي تقدمها. وهذا يشمل السباحة وتنس الريشة وتنس الطاولة وكرة القدم والجولف والسباق والإبحار. تم افتتاحه في يناير 2004 وتأخذ المدرسة الطلاب مباشرة إلى المدرسة شريطة أن يكون لديهم خلفية نشطة في الرياضة التي تقدمها المدرسة. عندما تناولت المدرسة أول مرة، تقدم العديد من الطلاب الذين تم الحكم عليهم بالتفوق في رياضتهم ولكن تم نشرهم في التدفقات العادية (الأكاديمية) أو العادية (التقنية). رفضت المدرسة هؤلاء التلاميذ حيث سعت المدرسة للتلاميذ الذين تفوقوا جسديًا وأكاديميًا. تم انتقاد المدرسة لكونها نتيجة حكيمة للغاية بدلاً من إعدادهم في الرياضيين المستقبليين. تم قبول بعض الطلاب أخيرًا على أساس استئناف بعد ذلك. يهدف الطلاب في المدرسة إلى الحصول على ورقة البكالوريا الدولية، مثل مدرسة سنغافورة للفنون

### مدرسة NUS الثانوية
افتتحت مدرسة NUS الثانوية للرياضيات والعلوم في عام 2005 باستيعاب 225 طالبًا في المرحلة الثانوية 1 و 3، حيث تقدم برنامجًا مدته ست سنوات يؤدي إلى الدبلوم العالي في NUS. سيجلس الطلاب أيضًا في امتحانات تحديد المستوى المتقدم (AP) و اختبار التقييم المدرسي (SAT) في السنوات العليا للحصول على معايير القبول في الجامعات الأجنبية. تقدم المدرسة منهجًا سريعًا للرياضيات والعلوم على أساس نظام معياري، كما تقدم اللغات والعلوم الإنسانية والفنون والمواد الاختيارية الأخرى المدمجة في نظامها المعياري. يتم قبول الطلاب بناءً على عدة عوامل، والأداء في نموذج الطلب، والمقابلات، والاختبارات، ومعسكر القبول. تم حجز 25 مكانًا من أصل 170 مكانًا تم تقديمها في عام 2007 أيضًا لطلاب المرحلة الابتدائية 6 الراغبين في التقدم بطلب للحصول على نتائج PSLE.

### كلية العلوم والتكنولوجيا، سنغافورة
| صفحات تبدأ ب‍ ‍امتحان إنهاء المرحلة الابتدائية |
| ------------------------------------------ |
| - امتحان إنهاء المرحلة الابتدائية          |

تقع مدرسة العلوم والتكنولوجيا (SST) في Technology Drive، والتي تبعد حوالي سبع دقائق سيرًا على الأقدام من محطة Dover MRT. هناك أيضًا محطة للحافلات خارج حرم المدرسة.

## روابط خارجية
- Primary School Leaving Examination on the SEAB website